# 週刊少年Champion

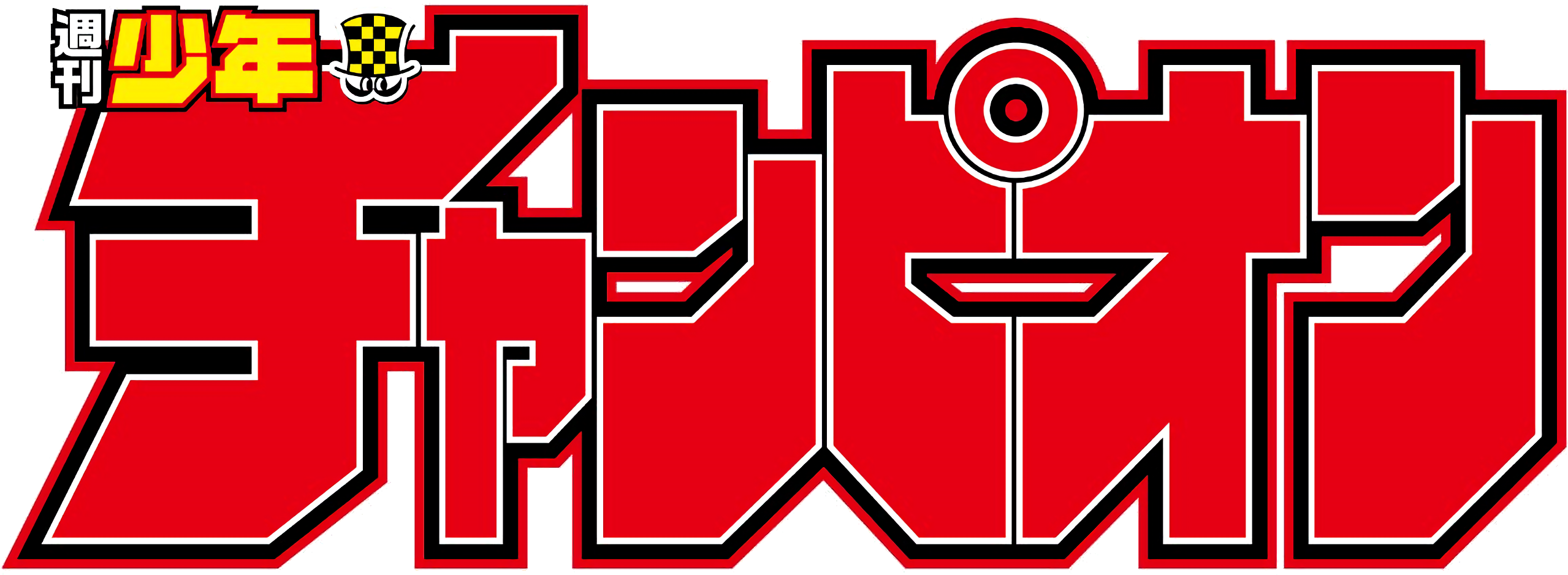
《週刊少年Champion》logo

《週刊少年Champion》（週刊少年チャンピオン）是由日本秋田書店發行的週刊漫畫雜誌，以少年漫畫為主。1969年7月15日創刊，創刊初期雜誌名為少年Champion(少年チャンピオン)。
《週刊少年Champion》於1970年代，在總編輯壁村耐三的帶領下，倚靠手塚治蟲的《怪醫黑傑克》、水島新司的《大飯桶》以及山上たつひこ的《小子刑事》等作品迎來全盛期，曾創下每周200萬冊的發行數字，但在之後逐漸不敵《週刊少年Jump》等競爭對手。2005年度每期發行量大約50萬冊左右。
與其他週刊少年漫畫雜誌相比較，《週刊少年Champion》對所刊登漫畫的風格及表現手法的限制較為寬鬆。  
《週刊少年Champion》每週四發售，北海道、九州及其他部分地區是星期五，每本定價270日圓。

## 連載中的作品
2024年6月26日（2024年30号）連載中的作品。
| 作品名稱                                          | 作者（作畫、小說）   | 原作                                                            | 起載號     | 備註                           |
| ------------------------------------------------- | -------------------- | --------------------------------------------------------------- | ---------- | ------------------------------ |
| 飆速宅男                                          | 渡邊航               | －                                                              | 2008年12号 |                                |
| 我家的街貓                                        | 石黑正數             | －                                                              | 2009年6号  | 固定在每卷的最後               |
| 吸血鬼馬上死                                      | 盆ノ木至             | －                                                              | 2015年30号 |                                |
| 入間同學入魔了！                                  | 西修                 | －                                                              | 2017年14号 |                                |
| 超絕！抓狂一族                                    | 浜岡賢次             | －                                                              | 2018年16号 | 「抓狂一族」的續篇             |
| WORST外伝 グリコ                                  | 鈴木リュータ（作画） | 高橋ヒロシ（原作）                                              | 2019年7号  | 「WORST」的衍生作品            |
| SHY                                               | 実樹ぶきみ           | －                                                              | 2019年35号 |                                |
| 魔界の主役は我々だ!                               | 津田沼篤（作画）     | 西修（監修） コネシマ（原作監修）                               | 2020年6号  | 「入間同學入魔了！」的衍生作品 |
| ヤンキーJKクズハナちゃん                          | 宗我部利典           | －                                                              | 2020年16号 |                                |
| 桃源暗鬼                                          | 漆原侑来             | －                                                              | 2020年28号 |                                |
| ルパン三世 異世界の姫君ネイバーワールドプリンセス | 内々けやき（漫画）   | 加藤一彦（原作） エム・ビー・ワークス （原作） 佐伯庸介（脚本） | 2021年39号 | 「魯邦三世」系列的衍生作品     |
| 漫画 ゆうえんち-バキ外伝-                         | 藤田勇利亜（作画）   | 板垣恵介（原案） 夢枕獏（原作）                                 | 2022年16号 | 「刃牙」系列的衍生作品         |
| 気絶勇者と暗殺姫                                  | 雪田幸路（作画）     | のりしろちゃん（原作）                                          | 2022年48号 |                                |

### 休載中
| 作品名稱                      | 作者（作畫）       | 原作             | 起載號    | 備註                   |
| ----------------------------- | ------------------ | ---------------- | --------- | ---------------------- |
| バキ外伝 疵面-スカーフェイス- | 山内雪奈生（作画） | 板垣恵介（原作） | 2009年7号 | 「刃牙」系列的衍生作品 |

## 連載過的作品
- 怪醫黑傑克——手塚治虫
- 甜心戰士——永井豪
- 乳旋風（巨乳學園）——松山清治
- 赤影——横山光輝
- 大甲子園（日语：大甲子園） ——水島新司
- 浦安鉄筋家族——浜岡賢次（日语：浜岡賢次）
- 元祖！浦安鉄筋家族——浜岡賢次（日语：浜岡賢次）
- 黃金右腳（日语：ORANGE (能田達規の漫画)）——能田達規
- 日本沉沒——小松左京・齊藤隆夫
- 刃牙（Baki）——板垣惠介
- 七小花——今川泰宏
- 聖鬥士星矢 NEXT DIMENSION 冥王神話——車田正美（連載中）
- 聖鬥士星矢 THE LOST CANVAS 冥王神話——車田正美・手代木史織
- 巴比倫二世（Babel II）——横山光輝
- 舞-HiME——佐藤健悦
- 侵略！花枝娘——安部真弘
- 魔界学園——菊地秀行・細馬信一（日语：細馬信一）
- 七華6/17（Nanaka 6/17）——八神健
- 超能奇兵（s-CRY-ed）——黑田洋介・戶田泰成
- 小孩学级——樱井纪雄
- 超元气3姊妹——樱井纪雄
- 脱线机器人少女——樱井纪雄
- 我内心的糟糕念头——樱井纪雄